# Sinodal de Aguilafuente

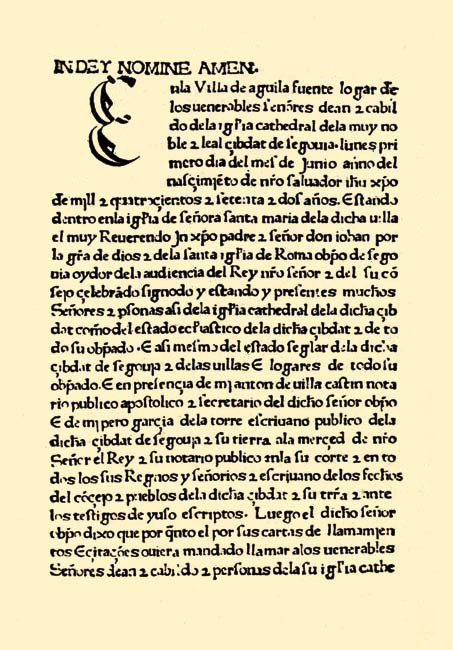
Un ejemplar del "Sinodal de Aguilafuente" primer incunable publicado en España (1472).

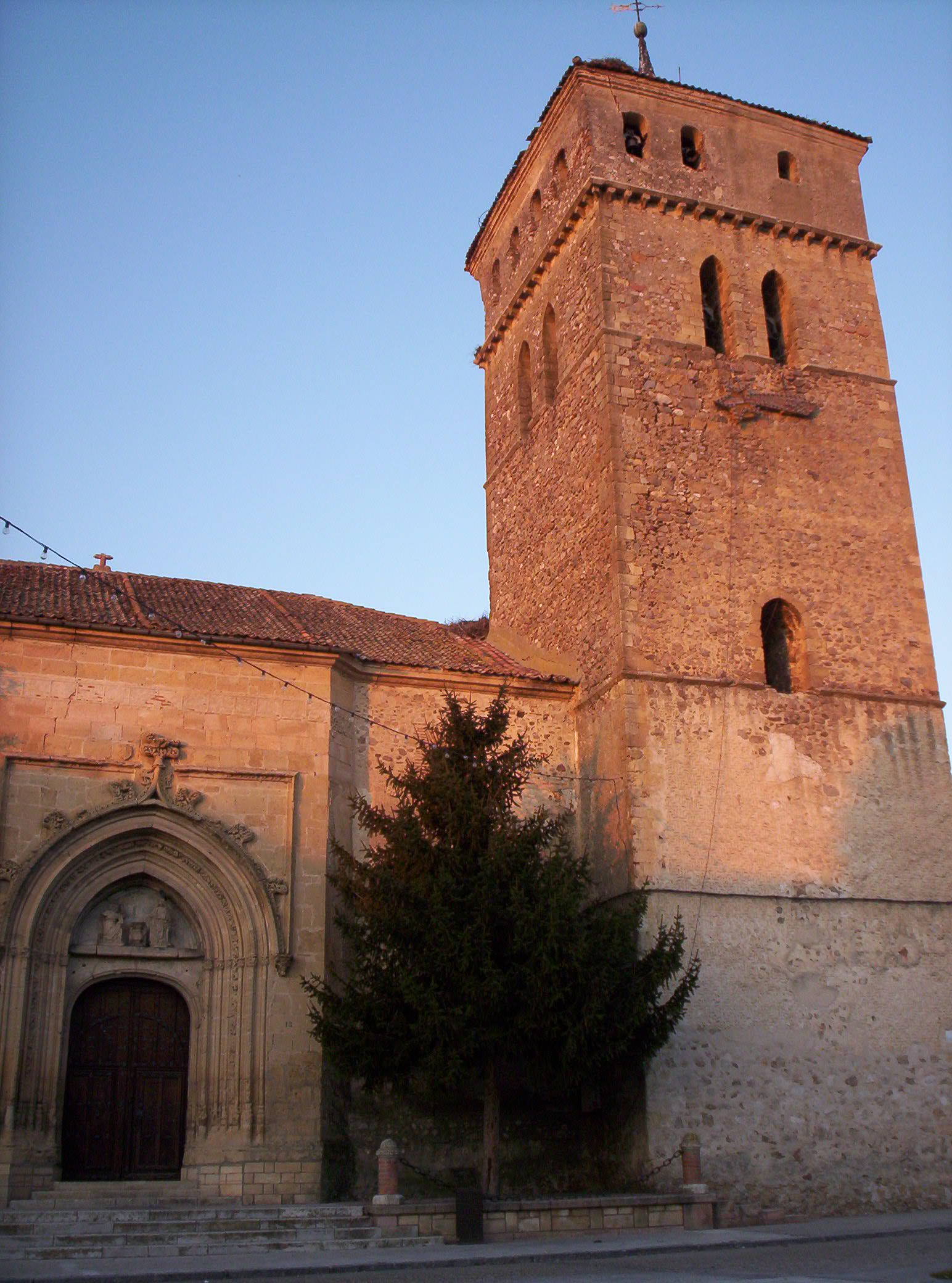
Iglesia de Santa María de Aguilafuente.

El Sinodal de Aguilafuente es el primer libro (incunable) impreso en España y en castellano, en el año 1472. Contiene las actas del sínodo diocesano que tuvo lugar en Aguilafuente (Segovia) en junio de ese mismo año, convocado por el obispo Juan Arias Dávila. En el sínodo se tratan diversos aspectos de la vida eclesial de la diócesis segoviana, que afectaban tanto a religiosos como a laicos.

## Descripción
El Sinodal de Aguilafuente fue impreso en Segovia en el taller de Juan Parix de Heidelberg, impresor alemán que procedía de Roma. El obispo Juan Arias Dávila, superintendente del Estudio de gramática, lógica y filosofía moral que había en Segovia, y bibliófilo, conocía el nuevo arte de la imprenta, por lo que llevó al impresor alemán a la ciudad. En su taller segoviano, sito cerca de la antigua catedral, Juan Parix imprimió al menos nueve obras, unas religiosas, otras de derecho, comenzando por el Sinodal. 
El Sinodal es un libro de 48 hojas, sin portada y con espacios para las letras iniciales. Está impreso en una letra redonda similar a la de los impresores Conrado Scheynheym y Arnoldo Pannartz, Ulrico Han (o Gallus) o Georgius Lauer. Su texto está a línea tirada, salvo dos fragmentos que aparecen a dos columnas, aquellos en que se cita a los procuradores de las villas de Fuentidueña y Pedraza, que no querían aparecer uno detrás de otro. 
Su único ejemplar conocido se encuentra en la catedral de Segovia, junto a otros cinco de los impresos segovianos de Parix. También se conserva el original que sirvió para la impresión, el Codex canonum, que conserva huellas de su paso por el taller, entre ellas unas marcas para realizar la cuenta del original. Se trata del primer original de imprenta español, ubicado en la misma catedral, y que tiene las firmas de los asistentes y del notario.  
En pocos meses salieron otras obras, como el Modus confitendi, de Andrés Escobar, un manual para confesores, o una obra teológica de Pedro Martínez de Osma. Precisamente otra obra de este último, De confessione, que fue prohibida, pudo ser la última obra de un taller que perduró hasta 1476 o 1477. Sea por esto o porque se acabaron los encargos, el alemán se trasladó a Toulouse, donde continuó dedicándose a la impresión y edición hasta su muerte, en 1502. En Segovia no hubo imprenta desde entonces hasta el siglo XVI. 
Diego de Colmenares, en su Historia de Segovia (1637), dio por primera vez noticia del impreso, pero al no haberse visto después el ejemplar los bibliógrafos no le creyeron, considerándose durante mucho tiempo como el primer libro impreso las Obres e trobes en lahors de la Verge María (Valencia, 1474). La descripción del ejemplar del Sinodal por su canónigo, Cristino Valverde, en 1930, supuso un cambio en la historia de la imprenta, pues el Sinodal se colocó por delante del libro valenciano, situación que se mantiene hasta hoy. 
Segovia, por aquel entonces, era un importante centro político y económico, corte de Castilla y lugar donde se proclamó la reina Isabel (1474). 
En pocos años la imprenta se extendió por otras ciudades: Barcelona (1473), Valencia (1474, tal vez 1473), Zaragoza (1475), Sevilla (1477, tal vez 1473), La Puebla de Montalbán (hacia 1477), Salamanca hacia 1478, etc., en un viaje que recorrió muchas localidades de España. En 1473 se imprimió la Bula de Borja en lugar desconocido, tal vez Segovia, y se conservan muestras de impresos muy tempranos cuyo origen se desconoce. 
Desde 2004 se recrea en Aguilafuente, el primer fin de semana de agosto, el ambiente en que se creó el Sinodal, con numerosas actividades que incluyen una escenificación del Sínodo y de la posible entrevista del obispo con el impresor, además de otras que recuerdan un hecho tan importante para la historia como la llegada de la imprenta.

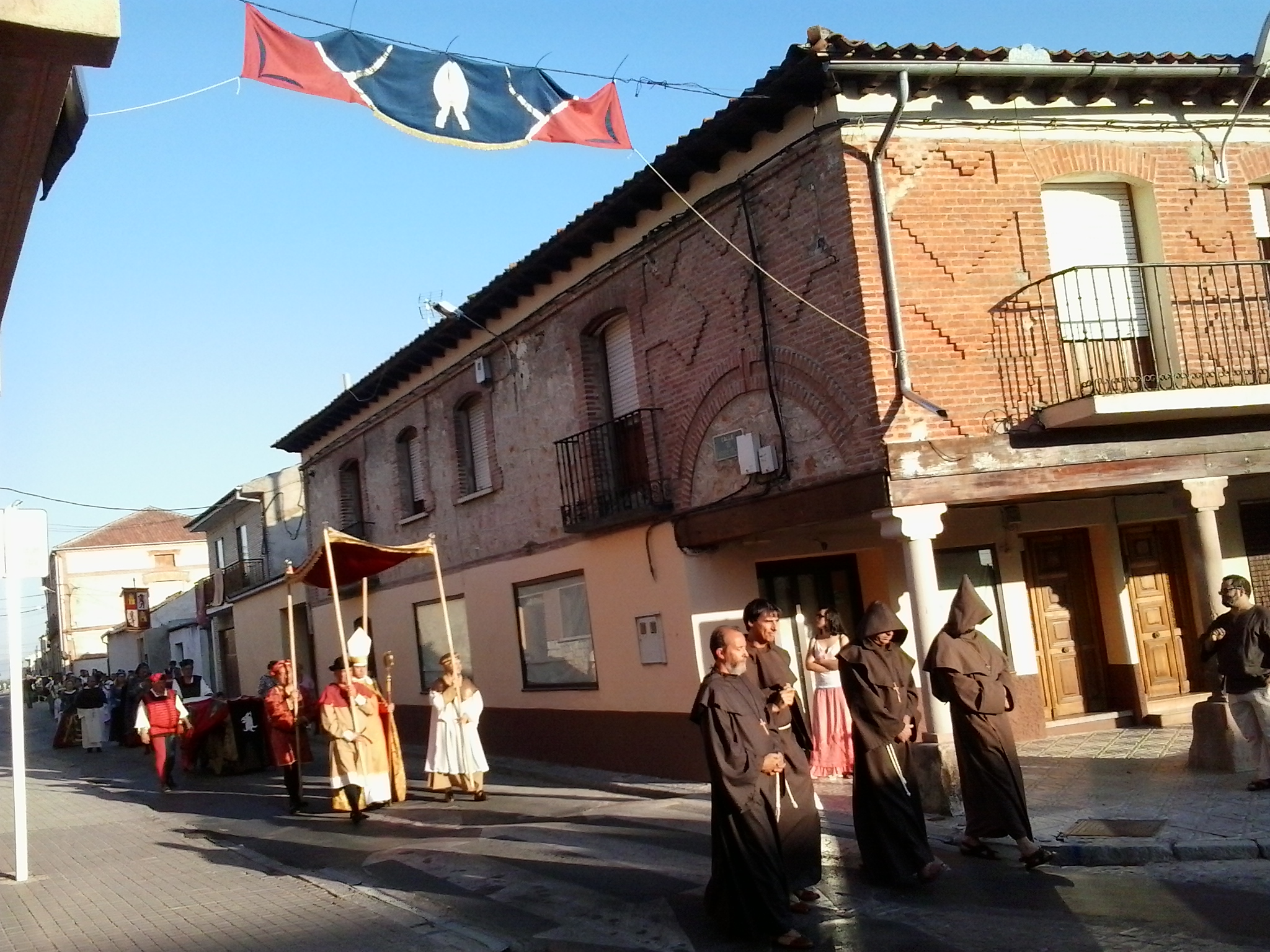
Comitiva del Sinodal, durante la representación del año 2015.